# Svensk Uppfödningslöpning
Le Svensk Uppfödningslöpning (« Prix suédois de l'élevage » en suédois) est une course hippique de trot attelé se déroulant fin novembre (début décembre en 2016) sur l'hippodrome de Jägersro (sv), en Suède.
C'est une course de Groupe I réservée aux poulains suédois de 2 ans qui se court sur la distance de 1 640 mètres (2 140 mètres de 1995 à 2011). L'allocation pour l'année 2024 est d'environ 138 490 € (1 600 000 SEK, dont 800 000 SEK pour le vainqueur).

## Palmarès depuis 1988
| Année | Vainqueur         | Père              | Driver              | Entraîneur         | Réd.km |
| ----- | ----------------- | ----------------- | ------------------- | ------------------ | ------ |
| 2024  | Pele Boko         | Readly Express    | Örjan Kihlström     | Erwin Bot          | 1'13"7 |
| 2023  | L'Amourpourblanca | Face Time Bourbon | Rick Ebbinge        | Rick Ebbinge       | 1'12"4 |
| 2022  | Fiftyfour         | Fourth Dimension  | Ken Ecce            | Tomas Malmqvist    | 1'13"4 |
| 2021  | Tetrick Wania     | Muscle Hill       | Riina Rekilä        | Riina Rekilä       | 1'13"8 |
| 2020  | Islay Mist Sisu   | Beer Summit       | Peter Ingves        | Per Nordström      | 1'14"3 |
| 2019  | Revelation        | Readly Express    | Per Nordström       | Per Nordström      | 1'13"4 |
| 2018  | Bythebook         | Gogoo Gagaa       | Örjan Kihlström     | Svante Båth        | 1'13"7 |
| 2018  | Belker            | Scarlet Knight    | Torbjörn Jansson    | Sten O. Jansson    | 1'13"7 |
| 2017  | Global Welcome    | SJ's Caviar       | Erik Adielsson      | Svante Båth        | 1'13"1 |
| 2016  | Coin Perdu        | SJ's Caviar       | Erik Adielsson      | Svante Båth        | 1'12"7 |
| 2015  | Gareth Boko       | Make It Happen    | Per Lennartsson     | Per Lennartsson    | 1'14"  |
| 2014  | Mister J.P.       | Taurus Dream      | Björn Goop          | Björn Goop         | 1'13"8 |
| 2013  | Onceforall Face   | Viking Kronos     | Lutfi Kolgjini      | Lutfi Kolgjini     | 1'13"7 |
| 2012  | Denim Boko        | Chocolatier       | Per Nordström       | Per Nordström      | 1'12"9 |
| 2011  | Fascination       | Super Arnie       | Johnny Takter       | Lars I Nilsson     | 1'15"3 |
| 2010  | Global Noble      | Rite On Line      | Johnny Takter       | Anna Forssell      | 1'16"6 |
| 2009  | Raja Mirchi       | Viking Kronos     | Lutfi Kolgjini      | Lutfi Kolgjini     | 1'15"4 |
| 2008  | Zimba Boko        | Yankee Glide      | Jorma Kontio        | Markku Nieminen    | 1'16"9 |
| 2007  | Micro Mesh        | Viking Kronos     | Lutfi Kolgjini      | Lutfi Kolgjini     | 1'16"9 |
| 2006  | M.T. Cheyenne     | Pine Chip         | Tommy Hanné         | Tommy Hanné        | 1'17"  |
| 2005  | Simb Chaplin      | Pearsall Hanover  | Jorma Kontio        | Sölve Bäck         | 1'16"3 |
| 2004  | Bertuzzi          | Buzzin Brian      | Jorma Kontio        | Markku Nieminen    | 1'16"  |
| 2003  | Even Who          | Copiad            | Björn Goop          | Svante Båth        | 1'17"2 |
| 2002  | Luxury Ås         | Pine Chip         | Lars Lindberg       | Svante Båth        | 1'16"8 |
| 2001  | Hövding Lavec     | Écho              | Lutfi Kolgjini      | Lutfi Kolgjini     | 1'16"5 |
| 2000  | Omega Topline     | Smasher           | Lutfi Kolgjini      | Lutfi Kolgjini     | 1'18"6 |
| 1999  | Noir Qualite      | Spotlite Lobell   | Heiner Christiansen | Lutfi Kolgjini     | 1'16"6 |
| 1998  | Revenue           | Rêve d'Udon       | Lutfi Kolgjini      | Lutfi Kolgjini     | 1'16"7 |
| 1997  | Sarah Palema      | Alf Palema        | Staffan Nilsson     | Staffan Nilsson    | 1'18"8 |
| 1996  | Gardens Mack      | Mack Lobell       | Torbjörn Jansson    | Annelie Henriksson | 1'18"3 |
| 1995  | Bon Joss          | Meadow Gallant    | Per Lennartsson     | Ulf Delmondo-Dijon | 1'17"3 |
| 1994  | Trophy Ås         | Joie de Vie       | Johnny Takter       | Johnny Takter      | 1'15"5 |
| 1993  | Dynamite Jon      | Chief Lobell      | Veijo Heiskanen     | Kenneth Jonsson    | 1'17"7 |
| 1992  | Super Vip         | Rosalind´s Guy    | Veijo Heiskanen     | Bernhard Sternsjö  | 1'17"  |
| 1991  | La Promessa       | Texas             | Olle Goop           | Olle Goop          | 1'17"9 |
| 1990  | Com Charlie       | Tibur             | Stig H. Johansson   | Stig H. Johansson  | 1'18"9 |
| 1989  | Brodi Star        | Self Confident    | Örjan Ådefors       | Malte Broström     | 1'19"  |
| 1988  | Super Sessan      | Zoot Suit         | Ingemar Bok         | Ingemar Bok        | 1'18"8 |